# Deep Forest
Deep Forest ist eine Musikgruppe, bestehend aus den französischen Musikern Éric Mouquet und Michel Sanchez. Die Welt- bzw. Ethnomusik der beiden kombiniert elektronische Klänge mit Aufnahmen von Gesängen und Geräuschen aus der ganzen Welt, z. B. Afrika oder Asien.

## Geschichte
Sanchez studierte Musik in Paris und experimentierte mit der Kombination von Ethnischer- und Popmusik. Mouquet, der als Autodidakt bis zu diesem Zeitpunkt hauptsächlich reine Synthesizer-Musik gemacht hatte, brachte den Ambient-Dance-Klang mit ein. 1992 wurde das erste Album Deep Forest veröffentlicht, welches 1993 als Best World Album für einen Grammy nominiert wurde. Im Jahr 1996 gewann das Album Boheme diesen Titel. Eine der Sängerinnen auf diesem Album ist die ungarische Sängerin Márta Sebestyén, welche die Titelmelodie Szerelem, szerelem in dem Film Der englische Patient sang.
In Deutschland wurde Deep Forest in den 1990er Jahren vor allem dadurch bekannt, dass der Titel Sweet Lullaby bei der Fußballsendung Anpfiff auf RTL für die Zusammenfassung im Hintergrund eingespielt wurde. Zudem benutzte der Musiker Mauro Picotto 1999 Teile von Sweet Lullaby auch als Sample für seine Single Komodo (Save a Soul).
Deep Forest arbeitete mit Musikern wie Peter Gabriel und Cheb Mami zusammen. Sie wirkten als Musiker und Mitautoren des Liedes Altus Silva an den Aufnahmen des Weltmusik-Kompilations-Albums mit dem Namen Big Blue Ball von Peter Gabriel und Karl Wallinger mit, das in den Sommern der Jahre 1991, 1992 und 1995 in den Real World Studios aufgenommen wurde und 2008 erschien.

## Diskografie

### Studioalben
| Jahr | Titel           | Höchstplatzierung, Gesamtwochen, AuszeichnungChartplatzierungen (Jahr, Titel, Platzierungen, Wochen, Auszeichnungen, Anmerkungen) | Höchstplatzierung, Gesamtwochen, AuszeichnungChartplatzierungen (Jahr, Titel, Platzierungen, Wochen, Auszeichnungen, Anmerkungen) | Höchstplatzierung, Gesamtwochen, AuszeichnungChartplatzierungen (Jahr, Titel, Platzierungen, Wochen, Auszeichnungen, Anmerkungen) | Höchstplatzierung, Gesamtwochen, AuszeichnungChartplatzierungen (Jahr, Titel, Platzierungen, Wochen, Auszeichnungen, Anmerkungen) | Höchstplatzierung, Gesamtwochen, AuszeichnungChartplatzierungen (Jahr, Titel, Platzierungen, Wochen, Auszeichnungen, Anmerkungen) | Anmerkungen                         |
| Jahr | Titel           | DE | CH | UK | US | FR | Anmerkungen                         |
| ---- | --------------- | --- | --- | --- | --- | --- | ----------------------------------- |
| 1992 | Deep Forest     | DE80 (6 Wo.)DE | — | UK15 Gold · (21 Wo.)UK | US59 Gold · (25 Wo.)US | — | Erstveröffentlichung: Dezember 1992 |
| 1995 | Boheme          | DE82 (8 Wo.)DE | CH18 (14 Wo.)CH | UK12 Silber · (6 Wo.)UK | US62 (12 Wo.)US | — | Erstveröffentlichung: Mai 1995      |
| 1998 | Comparsa        | DE95 (2 Wo.)DE | CH36 (4 Wo.)CH | UK60 (1 Wo.)UK | US127 (5 Wo.)US | FR38 (5 Wo.)FR | Erstveröffentlichung: Januar 1998   |
| 2002 | Music.Detected_ | — | — | — | — | FR125 (4 Wo.)FR |                                     |

Weitere Alben
- 1994: World Mix
- 1996: Pangea
- 1999: Made in Japan
- 2000: Pacifique
- 2003: Essence of Deep Forest
- 2004: Kusa no Ran
- 2008: Deep Brasil
- 2013: Deep India
- 2013: Deep Africa
- 2016: Evo Devo
- 2018: Epic Circuits
- 2020: Deep Symphonic
- 2021: Eponymous (Neuaufnahme von Deep Forest)
- 2023: Burning

### Singles
| Jahr | Titel Album               | Höchstplatzierung, Gesamtwochen, AuszeichnungChartplatzierungen (Jahr, Titel, Album, Platzierungen, Wochen, Auszeichnungen, Anmerkungen) | Höchstplatzierung, Gesamtwochen, AuszeichnungChartplatzierungen (Jahr, Titel, Album, Platzierungen, Wochen, Auszeichnungen, Anmerkungen) | Höchstplatzierung, Gesamtwochen, AuszeichnungChartplatzierungen (Jahr, Titel, Album, Platzierungen, Wochen, Auszeichnungen, Anmerkungen) | Höchstplatzierung, Gesamtwochen, AuszeichnungChartplatzierungen (Jahr, Titel, Album, Platzierungen, Wochen, Auszeichnungen, Anmerkungen) | Höchstplatzierung, Gesamtwochen, AuszeichnungChartplatzierungen (Jahr, Titel, Album, Platzierungen, Wochen, Auszeichnungen, Anmerkungen) | Anmerkungen                                        |
| Jahr | Titel Album               | DE | CH | UK | US | FR | Anmerkungen                                        |
| ---- | ------------------------- | --- | --- | --- | --- | --- | -------------------------------------------------- |
| 1992 | Sweet Lullaby Deep Forest | DE31 (18 Wo.)DE | CH15 (9 Wo.)CH | UK10 (7 Wo.)UK | US78 (8 Wo.)US | FR17 (14 Wo.)FR | Erstveröffentlichung: August 1992                  |
| 1993 | Deep Forest               | DE99 (1 Wo.)DE | — | UK20 (4 Wo.)UK | — | — | Erstveröffentlichung: Januar 1993                  |
| 1994 | Savana Dance Deep Forest  | — | — | UK28 (2 Wo.)UK | — | — | Erstveröffentlichung: Juli 1994                    |
| 1995 | Marta’s Song Boheme       | — | — | UK26 (2 Wo.)UK | — | — | Erstveröffentlichung: Mai 1995 mit Márta Sebestyén |
| 2000 | Pacifique                 | — | — | — | — | FR99 (3 Wo.)FR |                                                    |

Weitere Singles
- 1992: White Whisper
- 1992: Forest Hymn
- 1994: Undecided (mit Youssou N’Dour)
- 1995: Boheme
- 1996: While the Earth Sleeps (mit Peter Gabriel)
- 1996: Bohemian Ballet
- 1997: Freedom Cry
- 1997: Madazulu
- 1998: Media Luna
- 1998: Noonday Sun
- 2000: Pacifique
- 2002: Endangered Species
- 2002: Will You Be Ready
- 2002: Deep Blue Sea (mit Anggun)

## Auszeichnungen für Musikverkäufe
| Goldene Schallplatte - Australien - 1995: für das Album Boheme - Neuseeland - 1993: für das Album Deep Forest - 2001: für das Album Pacifique - Norwegen - 1994: für das Album World Mix - Polen - 1996: für das Album Boheme | Platin-Schallplatte - Neuseeland - 1995: für das Album Boheme 3× Platin-Schallplatte - Neuseeland - 1995: für das Album World Mix |

Anmerkung: Auszeichnungen in Ländern aus den Charttabellen bzw. Chartboxen sind in ebendiesen zu finden.
| Land/RegionAuszeichnungen für Musikverkäufe (Land/Region, Auszeichnungen, Verkäufe, Quellen) | Silber  | Gold     | Platin     | Verkäufe | Quellen                   |
| -------------------------------------------------------------------------------------------- | ------- | -------- | ---------- | -------- | ------------------------- |
| Australien (ARIA)                                                                            | —       | Gold1    | —          | 35.000   | aria.com.au               |
| Neuseeland (RMNZ)                                                                            | —       | 2× Gold2 | 4× Platin4 | 75.000   | aotearoamusiccharts.co.nz |
| Norwegen (IFPI)                                                                              | —       | Gold1    | —          | 25.000   | ifpi.no                   |
| Polen (ZPAV)                                                                                 | —       | Gold1    | —          | 25.000   | olis.pl                   |
| Vereinigte Staaten (RIAA)                                                                    | —       | Gold1    | —          | 500.000  | riaa.com                  |
| Vereinigtes Königreich (BPI)                                                                 | Silber1 | Gold1    | —          | 160.000  | bpi.co.uk                 |
| Insgesamt                                                                                    | Silber1 | 7× Gold7 | 4× Platin4 |          |                           |